# United Hockey League 2002/03
Die Saison 2002/03 war die zwölfte reguläre Saison der United Hockey League (bis 1997 Colonial Hockey League). Die zehn Teams absolvierten in der regulären Saison je 76 Begegnungen. Das punktbeste Team der regulären Saison waren die Fort Wayne Komets, die in den Play-offs zum ersten Mal den Colonial Cup gewannen.

## Teamänderungen
Folgende Änderungen wurden vor Beginn der Saison vorgenommen:
- Die Asheville Smoke stellten den Spielbetrieb ein.
- Die B. C. Icemen stellten den Spielbetrieb ein.
- Die Knoxville Speed stellten den Spielbetrieb ein.
- Die New Haven Knights stellten den Spielbetrieb ein.
- Die Port Huron Border Cats stellten den Spielbetrieb ein.
- Die Port Huron Beacons wurden als Expansionsteam in die Liga aufgenommen.

## Reguläre Saison

### Abschlusstabelle
Abkürzungen: GP = Spiele, W = Siege, L = Niederlagen, T = Unentschieden, OTL = Niederlage nach Overtime, GF = Erzielte Tore, GA = Gegentore, Pts = Punkte
| Eastern Division    | GP | W  | L  | T  | GF  | GA  | Pts |
| ------------------- | -- | -- | -- | -- | --- | --- | --- |
| Fort Wayne Komets   | 76 | 44 | 21 | 11 | 249 | 191 | 99  |
| Adirondack Icehawks | 76 | 44 | 28 | 4  | 300 | 245 | 92  |
| Elmira Jackals      | 76 | 41 | 28 | 7  | 257 | 254 | 89  |
| Port Huron Beacons  | 76 | 38 | 30 | 8  | 248 | 268 | 84  |
| Flint Generals      | 76 | 32 | 36 | 8  | 257 | 298 | 72  |

| Western Division      | GP | W  | L  | T  | GF  | GA  | Pts |
| --------------------- | -- | -- | -- | -- | --- | --- | --- |
| Quad City Mallards    | 76 | 41 | 25 | 10 | 281 | 240 | 92  |
| Missouri River Otters | 76 | 38 | 28 | 10 | 262 | 236 | 86  |
| Muskegon Fury         | 76 | 38 | 29 | 9  | 245 | 257 | 85  |
| Rockford IceHogs      | 76 | 35 | 34 | 7  | 233 | 271 | 77  |
| Kalamazoo Wings       | 76 | 29 | 39 | 8  | 210 | 282 | 66  |

## Colonial-Cup-Playoffs
| Colonial-Cup-Viertelfinale | Colonial-Cup-Viertelfinale | Colonial-Cup-Viertelfinale |    |                       | Colonial-Cup-Halbfinale | Colonial-Cup-Halbfinale | Colonial-Cup-Halbfinale |  |  | Colonial-Cup-Finale | Colonial-Cup-Finale | Colonial-Cup-Finale |
|                            |                            |                            |    |                       |                         |                         |                         |  |  |                     |                     |                     |
| E1                         | Fort Wayne Komets          | 3                          |    |                       |                         |                         |                         |  |  |                     |                     |                     |
| E4                         | Port Huron Beacons         | 0                          |    |                       |                         |                         |                         |  |  |                     |                     |                     |
| E4                         | Port Huron Beacons         | 0                          | E1 | Fort Wayne Komets     | 4                       |                         |                         |  |  |                     |                     |                     |
| Eastern Division           |                            |                            | E1 | Fort Wayne Komets     | 4                       |                         |                         |  |  |                     |                     |                     |
|                            | E3                         | Elmira Jackals             | 0  |                       |                         |                         |                         |  |  |                     |                     |                     |
| E2                         | E3                         | Elmira Jackals             | 0  | Adirondack Icehawks   | 1                       |                         |                         |  |  |                     |                     |                     |
| E2                         |                            |                            |    | Adirondack Icehawks   | 1                       |                         |                         |  |  |                     |                     |                     |
| E3                         | Elmira Jackals             | 3                          |    |                       |                         |                         |                         |  |  |                     |                     |                     |
| E3                         | Elmira Jackals             | 3                          | E1 | Fort Wayne Komets     | 4                       |                         |                         |  |  |                     |                     |                     |
|                            |                            |                            |    | Fort Wayne Komets     | 4                       |                         |                         |  |  |                     |                     |                     |
|                            | W1                         | Quad City Mallards         | 1  |                       |                         |                         |                         |  |  |                     |                     |                     |
| W1                         | W1                         | Quad City Mallards         | 1  | Quad City Mallards    | 3                       |                         |                         |  |  |                     |                     |                     |
| W1                         |                            |                            |    | Quad City Mallards    | 3                       |                         |                         |  |  |                     |                     |                     |
| W4                         | Rockford IceHogs           | 0                          |    |                       |                         |                         |                         |  |  |                     |                     |                     |
| W4                         | Rockford IceHogs           | 0                          | W1 | Quad City Mallards    | 4                       |                         |                         |  |  |                     |                     |                     |
| Western Division           |                            |                            | W1 | Quad City Mallards    | 4                       |                         |                         |  |  |                     |                     |                     |
|                            | W3                         | Muskegon Fury              | 2  |                       |                         |                         |                         |  |  |                     |                     |                     |
| W2                         | W3                         | Muskegon Fury              | 2  | Missouri River Otters | 0                       |                         |                         |  |  |                     |                     |                     |
| W2                         |                            |                            |    | Missouri River Otters | 0                       |                         |                         |  |  |                     |                     |                     |
| W3                         | Muskegon Fury              | 3                          |    |                       |                         |                         |                         |  |  |                     |                     |                     |

## Vergebene Trophäen

### Mannschaftstrophäen
| Auszeichnung                               | Team              |
| ------------------------------------------ | ----------------- |
| Colonial Cup Gewinner der Playoffs         | Fort Wayne Komets |
| Tarry Cup Bestes Team der regulären Saison | Fort Wayne Komets |